# Alopoiese
Alopoiese (grego antigo, αλλ(ο)- allo „outro, diferente“ e ποιεῖν poiein „criar, construir, bauen“) é a característica de um sistema, que não é capaz de se reproduzir e cujo produto não é ele próprio. Sistemas alopoiéticos também não são autônomos. O termo  vem da teoria de sistemas e se opõe à Autopoiese.
O neurobiólogo Humberto Maturana utiliza o termo para sistemas que não constituem seres vivos, que são, por sua definição, autopoieticos.Um exemplo é uma linha de montagem, na qual o produto (por exemplo um automóvel), não está, via de regra, relacionado com o maquinário usado para produção. Um outro exemplo são Vírus, que não conseguem operar sua auto-produção, necessitando de uma célula hospedeira para reprodução.